# Pons Aemilius
Pons Aemilius (tiếng Ý: Ponte Emilio), ngày nay được gọi là Ponte Rotto, là cây cầu vòm La Mã bằng đá cổ nhất ở Rome, Ý. Ban đầu cầu xây bằng gỗ, nó đã được xây dựng lại bằng đá vào thế kỷ thứ 2 trước Công nguyên. Nó kéo dài Tiber, kết nối từ Forum Boarium đến Trastevere; một vòm cầu duy nhất nằm ở giữa sông là tất cả những gì còn sót lại cho đến ngày nay, vì vậy nó còn có tên Ponte Rotto ("Cây cầu gãy").

## Lịch sử
Các trụ cầu cổ nhất có lẽ đã được đặt khi đường Via Aurelia được xây dựng vào giữa thế kỷ thứ 2 trước Công nguyên. Theo Titus Livius, có thể đã tồn tại một cây cầu ở cùng vị trí với Pons Aemilius vào năm 192 trước Công nguyên. Cây cầu lần tiên được chính thức xây dựng dưới quyền quản lý của một quan chức là Marcus Fulvius Nobilior vào năm 179 trước Công nguyên (mặc dù nó không được hoàn thành cho đến năm 151 trước Công nguyên). Các trụ cầu được đặt đầu tiên, sau đó các vòm của nó được Scipio Aemilianus và L. Mummius xây dựng vào năm 142 trước Công nguyên.
Cây cầu đã được sử dụng trong vài trăm năm, sau đó được sửa chữa và xây dựng lại bởi cả Augustus, và sau đó bởi Hoàng đế Probus vào năm 280 sau Công nguyên.

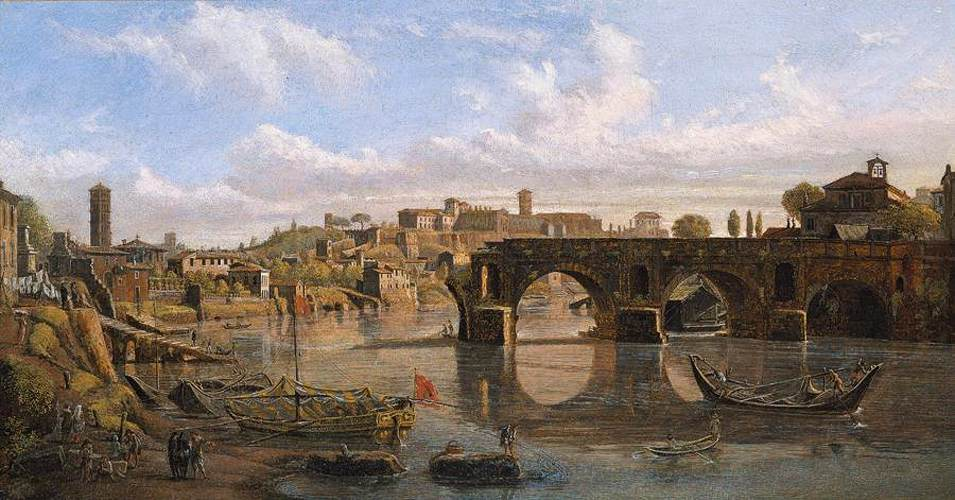
Ponte Rotto (1690) vẽ bởi Van Wittel, cho thấy thiệt hại do lũ lụt nghiêm trọng.

Sau sự sụp đổ của Đế chế La Mã, cây cầu đã bị hư hại nhiều lần do lũ lụt, mỗi trận lũ tàn phá một phần công trình cầu. Khiến cầu đã bị hư hại nặng nề đầu tiên vào năm 1230 sau Công nguyên, sau đó nó được xây dựng lại bởi Giáo hoàng Gregory XI.
Sau đó, cây cầu bị hư hại nghiêm trọng hơn bởi trận lụt xảy ra vào năm 1557, nhưng một lần nữa được xây dựng lại bởi Giáo hoàng Gregory XIII; tàn tích của cây cầu ngày nay vẫn còn khắc chữ Latin chi tiết về việc cải tạo cây cầu của Gregory XIII.
Trận lũ lụt vào năm 1575 và 1598 đã hủy hoại một nửa phía đông cầu, dẫn đến việc nó bị bỏ hoang trong nhiều thế kỷ. Trong nhiều năm, nó được sử dụng như một bến tàu đánh cá.
Vào năm 1853, Giáo hoàng Pius IX cho sửa chữa cây cầu để nối với đất liền bằng việc xây dựng thêm các vật liệu sắt, nhưng kim loại nặng làm suy yếu tính toàn vẹn cấu trúc của đá. Nửa còn lại đã bị phá hủy vào năm 1887 để nhường chỗ cho Ponte Palatino, phế tích cầu chỉ còn lại một vòm duy nhất cho đến ngày nay.

## Ảnh

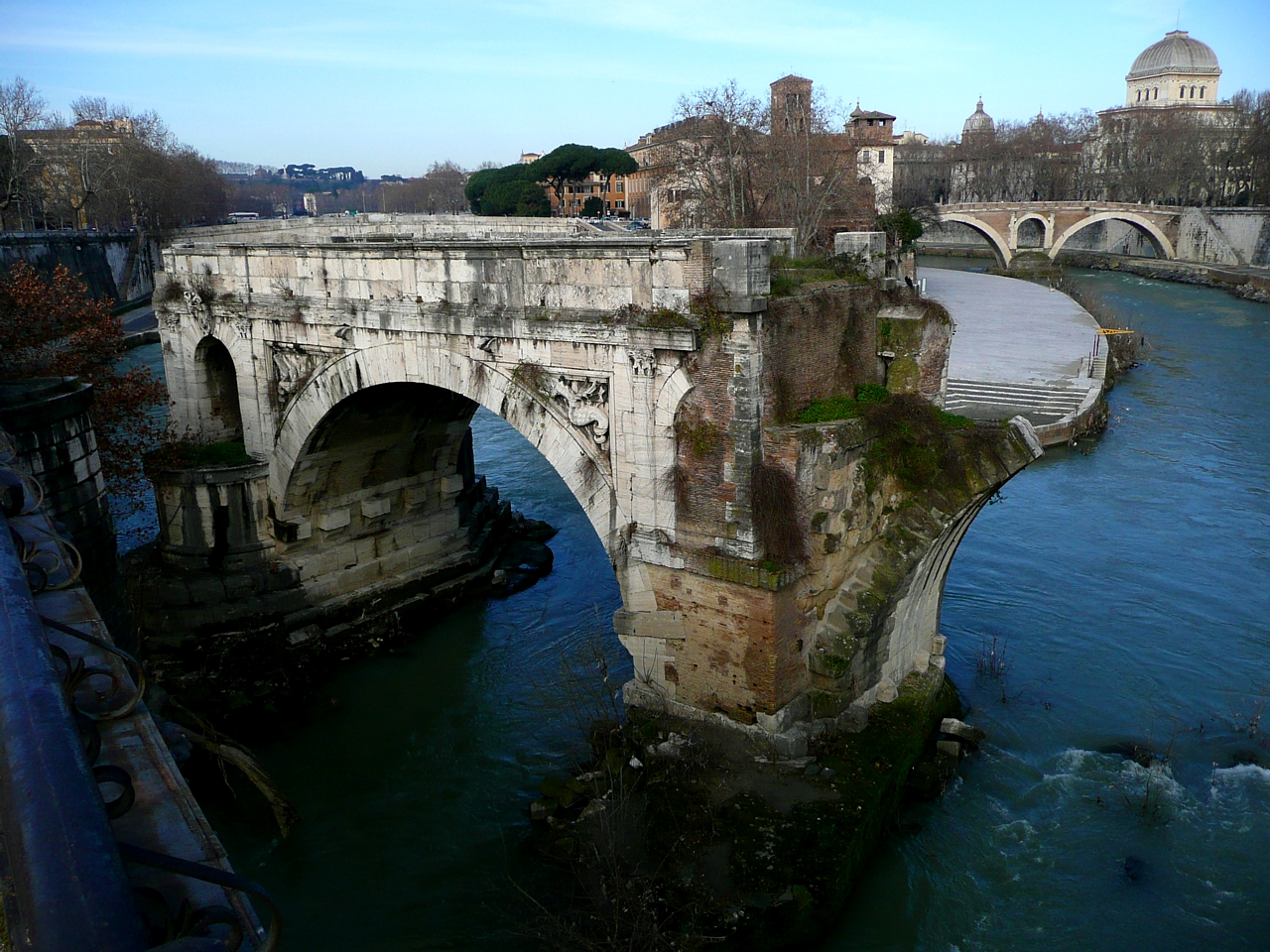
Cầu vào ban ngày.
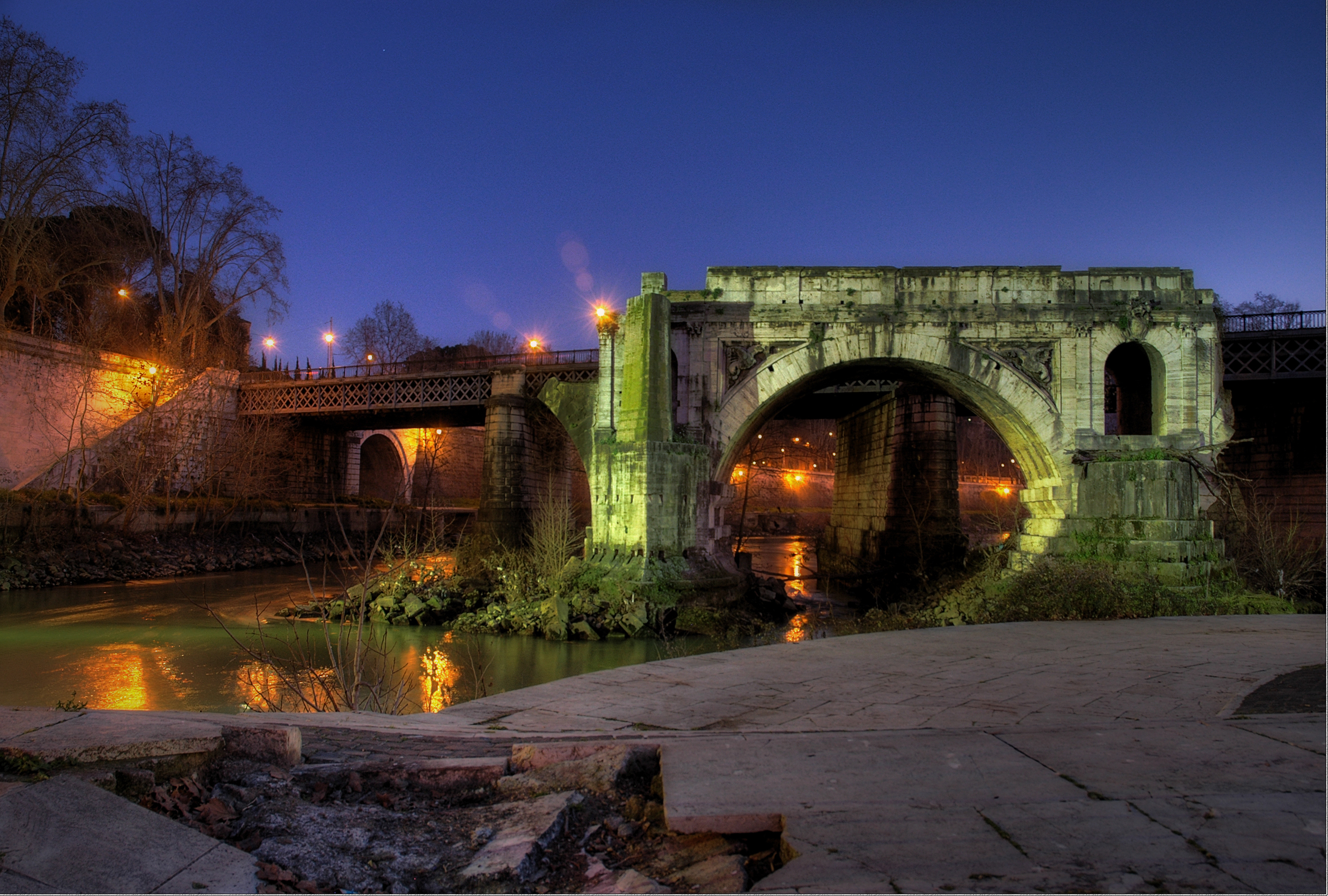
Cầu vào ban đêm.
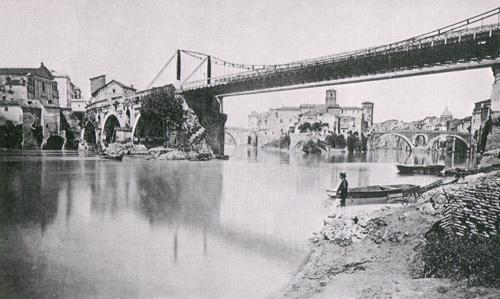
Cầu vào năm 1875.
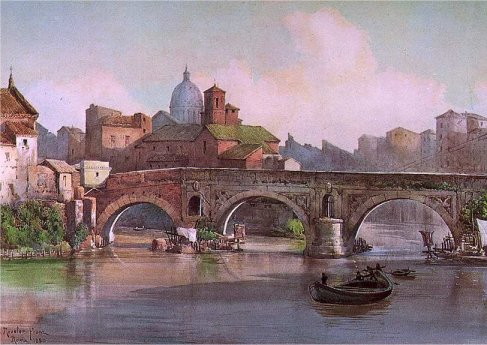
Bức tranh về cầu vẽ vào năm 1880 của Ettore Roesler Franz.